# Soppe-le-Bas
Soppe-le-Bas – miejscowość i gmina we Francji, w regionie Grand Est, w departamencie Górny Ren.
Według danych na rok 1990 gminę zamieszkiwało 378 osób, a gęstość zaludnienia wynosiła 67 osób/km² (wśród 903 gmin Alzacji Soppe-le-Bas plasuje się na 540. miejscu pod względem liczby ludności, natomiast pod względem powierzchni na miejscu 448.).